# Bisbat de Mondovì

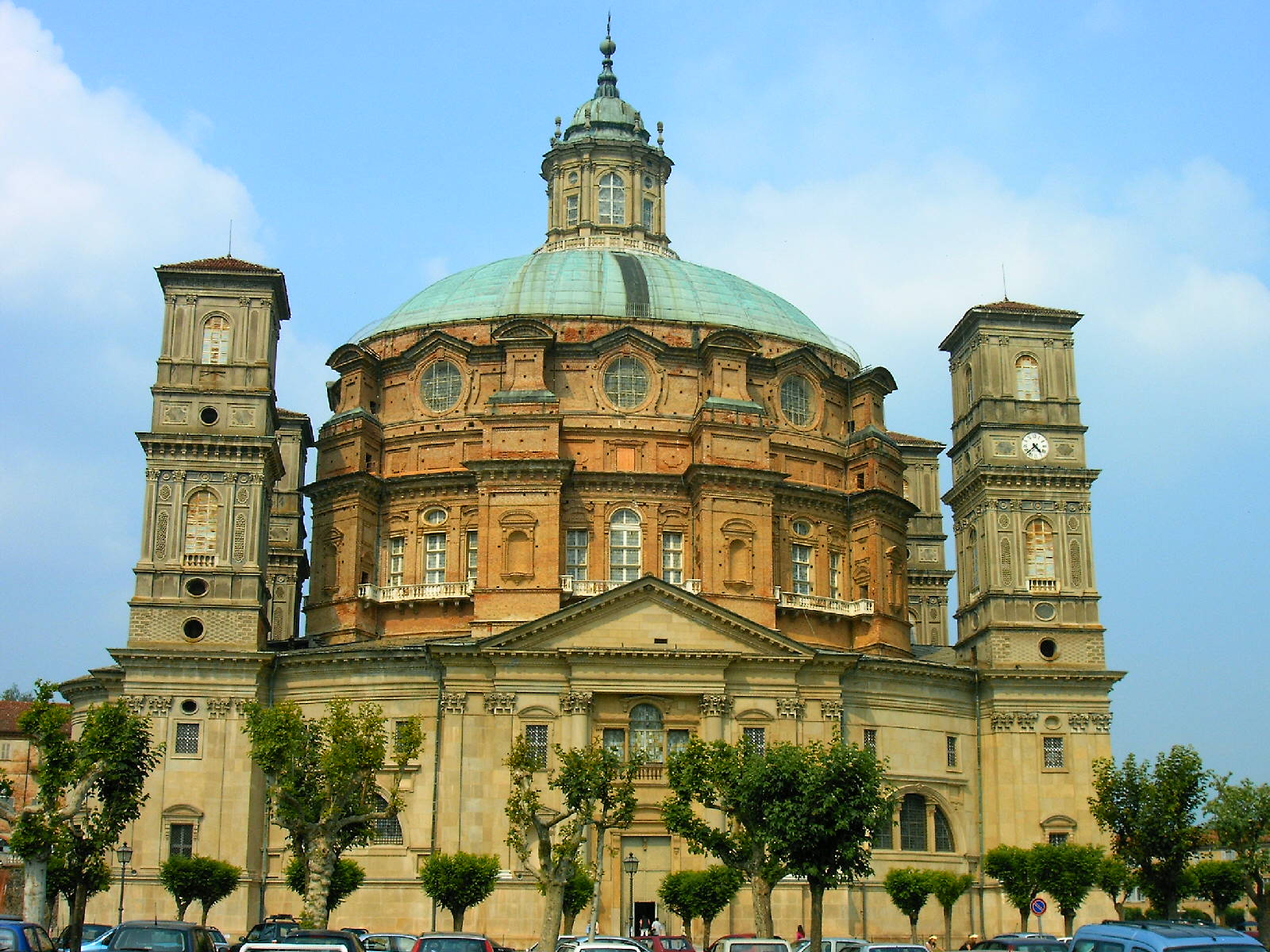
El santuari de Vicoforte

El bisbat de Mondovì (italià: diocesi di Mondovì; llatí: Dioecesis Montis Regalis in Pedemonte o Montis Vici) és una seu de l'Església catòlica, sufragània de l'arquebisbat de Torí, que pertany a la regió eclesiàstica Piemont. El 2013 tenia 115.000 batejats d'un total 127.800 habitants. Actualment està regida pel bisbe Egidio Miragoli.

## Territori

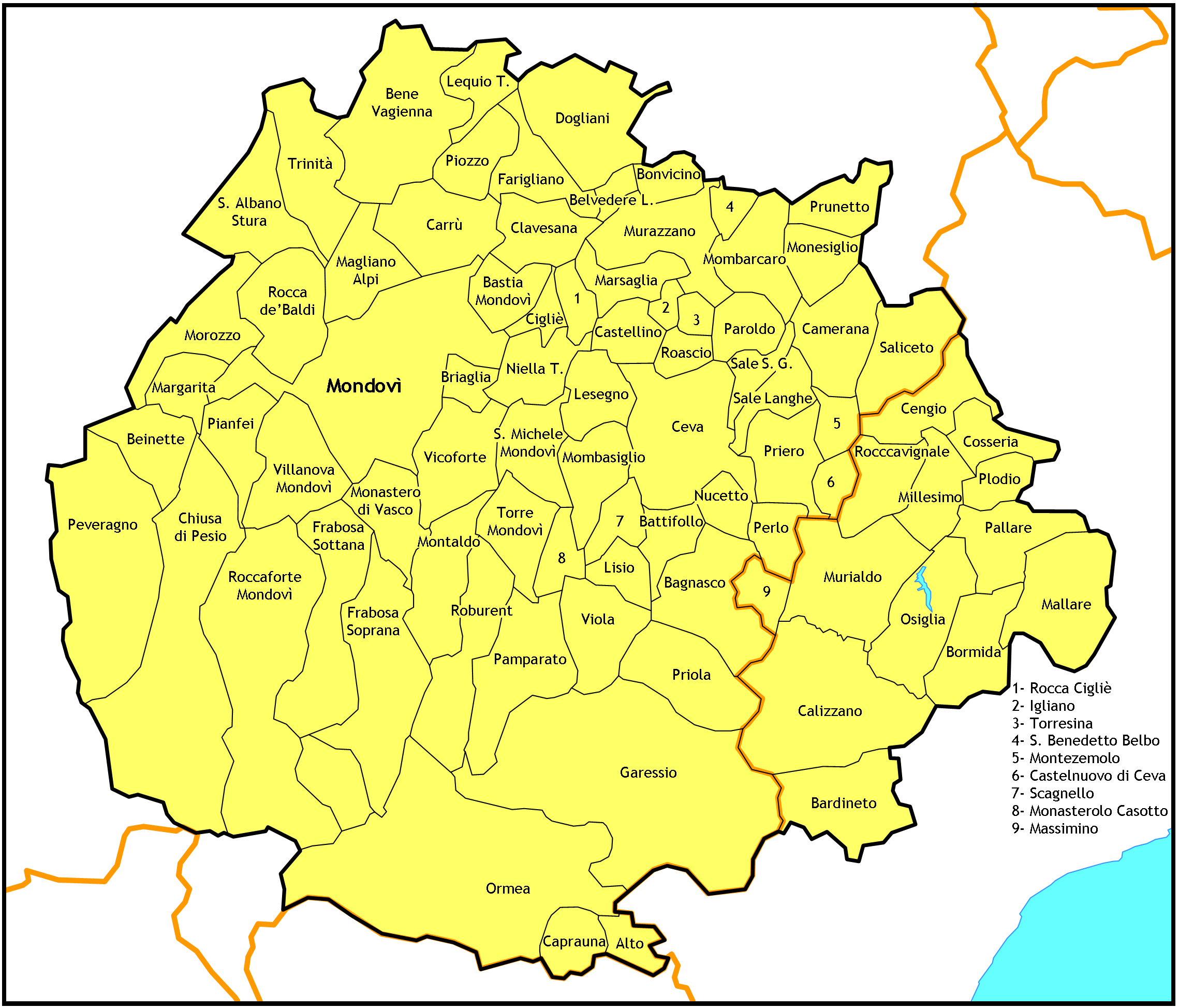
Mapa de la diòcesi

La diòcesi comprèn la ciutat de Mondovì i la zona al voltant, arribant als límits de la Ligúria. Al nord limita amb els bisbats d'Alba i de Fossano i a oest amb la de Cuneo, totes elles de la regió eclesiàstica piemontesa. Al sud limita amb el bisbat de Niça, a França, mentre que a l'est limita amb les diòcesis de Ventimiglia-San Remo, Albenga-Imperia i de Savona-Noli, totes elles pertanyents a la regió eclesiàstica ligur, i amb el bisbat d'Acqui.
La seu episcopal és la ciutat de Mondovì, on es troba la catedral de San Donato.
El territori està dividit en 192 parròquies organitzades en 12 unitats pastorals:
- Unitat pastoral urbana (amb seu a Mondovì) - 15 parròquies
- Unitat pastoral de Chiusa di Pesio (amb seu a Chiusa di Pesio) - 12 parròquies
- Unitat pastoral de Ceva (amb seu a Ceva) - 24 parròquies
- Unitat pastoral de Langhe - Carrù (amb seu a Carrù) - 10 parròquies
- Unitat pastoral de Langhe - Dogliani (amb seu a Dogliani) - 10 parròquies
- Unitat pastoral de Pianura - Benevagienna (amb seu a Benevagienna) - 10 parròquies
- Unitat pastoral de Pianura - Morozzo (amb seu a Morozzo) - 10 parròquies
- Unitat pastoral de Val Bormida - Millesimo (amb seu a Millesimo) - 23 parròquies
- Unitat pastoral de Val Bormida - Cosseria (amb seu a Cosseria) - 7 parròquies
- Unitat pastoral de Val Corsaglia (amb seu a Vicoforte) - 21 parròquies
- Unitat pastoral de Val Tanaro (amb seu a Garessio) - 26 parròquies
- Unitat pastoral de Valle Ellero (amb seu a Villanova Mondovì) - 22 parròquies

## Història
La diòcesi de Mondovi va ser erigida pel Papa Urbà VI amb la butlla Salvator Noster datada a Perusa, el 8 de juny de 1388, arran d'una petició presentada al Papa per la ciutat i nt per al marquès Teodor II de Monferrato. Això va succeir durant el Cisma d'Occident, i la promoció de Mondovi a seu episcopal podria ser concedida, per la lleialtat de Mondovi al legítim Papa de Roma, mentre que la diòcesi mare d'Asti havia passat l'obediència de l'antipapa francès. No obstant això, el bisbe d'Asti conservà durant segles el dret de triar al bisbe de Mondovi.
El territori de la nova diòcesi es deriva del d'Asti i es va fer sufragània de l'arxidiòcesi de Milà. El nou bisbe va rebre el títol feudal de comte; tot i que només de forma honorífica. L'església de Sant Donato màrtir, la primitiva església parroquial del terzero més poblat de Vico, construït a la part més alta de la Piazza (avui la Ciutadella i la Caserna) es va erigir en la catedral.
La mateixa butlla papal allà va erigir el Capítol de Canonges, que va rebre més privilegis amb altres butlles del 1440, del Papa Eugeni IV, i en 1461 per Papa Pius II. La diòcesi es va estendre a tot el territori de l'antiga província de Bredolo.
Cuneo no estava inclosa, car no va ser unida permanentment a Mondovi fins al 1438, per decret del papa Eugeni IV. El mateix Pontífex, amb una butlla de 29 de novembre de 1438 assignà a la diòcesi de Mondovi, l'antiga abadia benedictina de Sant Dalmazzo, ubicat a Pedona.
En 1495, per decret de la duquessa regent Blanca de Savoia, el districte de Cuneo tenia el seu propi vicari general, depenent del bisbe de Mondovi. Mons. Gerolamo Calagrano va celebrar el 1491 el primer sínode diocesà que inaugurà la sèrie de 28 sínodes monregalesos, que la història ens ha llegat. Entre finals del segle XV i la primera dècada del xvi va ser reconstruïda per iniciativa d' Amedeo di Romagnano, en el lloc de l'antiga, la catedral de Sant Donato, entre les més impressionants del Piemont. Va ser consagrada per Lorenzo Fieschi en 1514.
En 1515, Torí va ser elevada a seu metropolitana, i el 24 de maig el Papa Lleó X li va assignar la diòcesi monregalese a la província eclesiàstica del Piemont.
En 1522 es va produir un curiós cas d'un conflicte en l'elecció del bisbe, el 22 d'octubre el capítol elegí Antonio Romagnano, sense saber que el 15 d'octubre el Papa ja havia triat Lorenzo Fieschi.
En execució del Concili de Trento (1545-63), el bisbe cardenal Vincenzo Lauro va fundar en 1573 el seminari de la diòcesi. En els mateixos anys (1571-74) el duc Emanuele Filiberto va fer destruir, juntament amb altres esglésies i edificis eclesiàstics, la gran catedral, de recent construcció, per transformar el turó de Sant Donato en una ciutadella fortificada; la catedral va ser traslladat a l'església gòtica de Sant Francesc del Frares Menors, que data del segle xiii.
En les últimes dècades del segle xvi es desenvolupà el culte i la devoció a la Verge del Pilone a Vicoforte, i en 1596, sota Giovanni Antonio Castrucci, va començar la construcció del santuari de Vicoforte, construïda en forma barroca amb la contribució dels ducs de Savoia, que va esdevenir el centre espiritual de la diòcesi.
A la meitat del segle xviii (1743-53), sota el bisbe Carlo Felice Sammartino, va ser demolida l'església de Sant Francesc i se substitueí per catedral avui, dissenyada per Francesco Gallo (1742) i completada sota Michael Casati, qui la va consagrar en 1763.
Dissenyada per l'arquitecte ducal Ascanio Vitozzi, es va completar en la primera meitat del segle xviii, sobre un projecte de Francesco Gall i l'interès dels bisbes de Mondovi. Els límits de la diòcesi van ser sotmesos alguns canvis en 1768 a través de l'obra de Michael Casati, quan, després d'una llarga disputa, es van incorporar les parròquies de San Michele, Niella Tanaro, Torre, Pamparato – prèviament subjectes a la diòcesi d'Asti - i les de Lesegno, Mombasiglio, Viola, Cigliè i Roccacigliè, pertanyents a la diòcesi d'Alba. Durant l'ocupació francesa (1796-1815) el bisbat de Mondovi va superar el perill de ser suprimit, com els va passar a altres diòcesis del Piemont, i va ser traslladada a Cuneo, que havia estat erigit a la seu provincial.
Amb butlles de 17 de juliol i el 29 d'octubre de 1817 Pius VII va establir la nova diòcesi de Cuneo, amb territori desmembrat de la diòcesi de Mondovi, i va estendre els límits de l'església monregalese a la vall del Tanaro i la de Bormida, per incloure a les parròquies de la comarca ligur de Millesimo (Vicaries de Millesimo, Calizzano i Pallare); aggregava bé en Mondovi altres parròquies de les vicaries de Dogliani i de Murazzano, que havien pertangut a la diòcesi d'Alba, ja suprimida i una altra vegada reconstituïda.
Arran de la supressió i la incompareixença de les congregacions religioses i les propietats de l'església, implementada per Napoleó Bonaparte (1802-06) i el govern del Regne de Sardenya (1855), no quedava res de la famosa abadia i el seu patrimoni; el bisbe de Mondovì manté simplement el títol de "abat perpetu de Sant Dalmazzo."
El 2 de febrer de 1965 va cedir la parròquia de Nasino a la diòcesi d'Albenga.

## Cronologia episcopal
- Damiano Zavaglia, O.P. † (26 de juny de 1388 - ? mort)
- Tommaso † (vers 1400 - vers 1403 nomenat bisbe de Lipari)
- Giovanni de Soglio, O.F.M. † (3 d'agost de 1403 - 1413 mort)
- Franceschino Fauzone † (6 de setembre de 1413 - 20 de novembre de 1424 mort)
- Giacomo de Ayresta, O.S.B. † (11 de maig de 1425 - ? mort)
- Guido Ripa, C.R.S.A. † (18 de maig de 1429 - 1429 mort)
- Percivallo de Balma † (29 de juliol de 1429 - 29 de novembre de 1438 nomenat bisbe de Belley)
- Aimerico Segaudi, C.R.S.A. † (29 de novembre de 1438 - 12 de març de 1470 mort)
  - Jean di Michaëlis (14 d'abril de 1466 - 3 de juny de 1466 nomenat bisbe de Lausana) (bisbe electe)
- Antonio Fieschi † (17 d'abril de 1470 - 5 de novembre de 1484 mort)
- Antoine Champion † (26 de novembre de 1484 - 5 de novembre de 1490 nomenat bisbe de Ginebra)
- Gerolamo Calagrano † (5 de novembre de 1490 - 31 d'agost de 1497 mort)
- Amedeo di Romagnano † (13 de setembre de 1497 - 17 de març de 1509 mort)
- Carlo Roero † (28 de març de 1509 - d'agost de 1512 mort)
- Lorenzo Fieschi † (15 d'octubre de 1512 - 13 de febrer de 1519 mort)
- Ottobono Fieschi † (7 de febrer de 1519 - de novembre de 1522 mort)
  - Urbano de Miolans † (19 de gener de 1523 - vers de maig de 1523 mort) (bisbe electe)
- Carlo de Camera † (15 de maig de 1523 - 1551 mort)
- Bartolomeo Pipero † (6 d'abril de 1551 - 17 de juny de 1559 mort)
- Antonio Michele Ghislieri, O.P. † (27 de març de 1560 - 7 de gener de 1566 elegit papa amb el nom de Pius V)
- Vincenzo Laureo † (30 de gener de 1566 - 26 d'octubre de renuncià)
- Felice Bertodano † (26 d'octubre de 1587 - prima del 28 de desembre de 1587 mort)
- Vincenzo Laureo † (de desembre de 1587 - 6 de setembre de 1588 renuncià) (per segona vegada)
- Giannantonio Castruccio † (22 de gener de 1590 - 24 de març de 1602 mort)
- Carlo Argentero † (13 d'agost de 1603 - 22 de març de 1630 mort)
- Carlo Antonio Ripa † (19 de gener de 1632 - 20 de setembre de 1641 mort)
- Maurizio Solaro † (16 de juny de 1642 - 25 de desembre de 1655 mort)
- Michele Beggiamo † (29 de maig de 1656 - 21 d'agost de 1662 nomenat arquebisbe de Torí)
- Giacinto Solaro di Moretta † (23 d'abril de 1663 - 27 d'octubre de 1667 renuncià)
- Domenico Truchi † (12 de desembre de 1667 - 29 de juliol de 1697 renuncià)
- Giambattista Isnardi † (26 d'agost de 1697 - d'agost de 1732 mort)
  - Sede vacante (1732-1741)
- Carlo Felice Sammartino † (17 d'abril de 1741 - 27 d'agost de 1753 mort)
- Michele Casati † (1 d'abril de 1754 - 7 de febrer de 1782 mort)
- Giuseppe Anton Maria Corte † (18 de juliol de 1783 - 25 de desembre de 1800 mort)
  - Sede vacante (1800-1805)
- Giovanni Battista Pio Vitale † (1 de febrer de 1805 - 11 de maig de 1821 mort)
  - Sede vacante (1821-1824)
- Francesco Gaetano Bullione di Monale † (12 de juliol de 1824 - 10 de febrer de 1842 mort)
- Giovanni Tommaso Ghilardi, O.P. † (23 de maig de 1842 - 6 de juny de 1873 mort)
- Placido Pozzi † (25 de juliol de 1873 - 17 de gener de 1897 mort)
- Giovanni Battista Ressia † (19 d'abril de 1897 - 4 de juliol de 1932 jubilat)
- Sebastiano Briacca † (5 d'octubre de 1932 - 13 d'octubre de 1963 mort)
- Carlo Maccari † (31 d'octubre de 1963 - 5 d'agost de 1968 nomenat arquebisbe d'Ancona e Numana)
- Francesco Brustia † (15 de gener de 1970 - 17 de juny de 1975 mort)
- Massimo Giustetti † (17 de desembre de 1975 - 3 de desembre de 1986 nomenat bisbe de Biella)
- Enrico Masseroni (3 d'octubre de 1987 - 10 de febrer de 1996 nomenat arquebisbe de Vercelli)
- Luciano Pacomio, (3 de desembre de 1996 - 29 de setembre de 2017)
- Egidio Miragoli des del 29 de setembre de 2017

## Estadístiques
A finals del 2013, la diòcesi tenia 115.000 batejats sobre una població de 127.800 persones, equivalent 90,0% del total.
| any  | població | població | població | sacerdots | sacerdots       | sacerdots       | sacerdots             | diaques | religiosos | religiosos | parroquies |
| ---- | -------- | -------- | -------- | --------- | --------------- | --------------- | --------------------- | ------- | ---------- | ---------- | ---------- |
| any  | batejats | total    | %        | total     | clergat secular | clergat regular | batejats por sacerdot | diaques | homes      | dones      |            |
| 1950 | 163.898  | 163.981  | 99,9     | 474       | 436             | 38              | 345                   |         | 58         | 815        | 191        |
| 1970 | 132.450  | 132.500  | 100,0    | 365       | 310             | 55              | 362                   |         | 111        | 470        | 190        |
| 1980 | 139.500  | 140.500  | 99,3     | 285       | 270             | 15              | 489                   |         | 22         | 215        | 190        |
| 1990 | 120.000  | 120.500  | 99,6     | 226       | 211             | 15              | 530                   |         | 21         | 304        | 192        |
| 1999 | 117.500  | 118.000  | 99,6     | 192       | 177             | 15              | 611                   |         | 23         | 288        | 192        |
| 2000 | 117.500  | 118.000  | 99,6     | 186       | 173             | 13              | 631                   |         | 21         | 272        | 192        |
| 2001 | 117.500  | 118.000  | 99,6     | 178       | 166             | 12              | 660                   |         | 20         | 262        | 192        |
| 2002 | 117.500  | 118.000  | 99,6     | 176       | 159             | 17              | 667                   | 5       | 25         | 267        | 192        |
| 2003 | 117.200  | 118.000  | 99,3     | 170       | 151             | 19              | 689                   | 5       | 27         | 258        | 192        |
| 2004 | 116.000  | 119.000  | 97,5     | 163       | 145             | 18              | 711                   | 11      | 26         | 251        | 192        |
| 2013 | 115.000  | 127.800  | 90,0     | 124       | 117             | 7               | 927                   | 17      | 15         | 164        | 192        |